# Snovídky
Snovídky jsou obec v okrese Vyškov v Jihomoravském kraji nedaleko města Bučovice. Žije zde 338 obyvatel.

## Název
Jméno Snovídky je zdrobnělina staršího Snovidy nebo Snovidice (pro nedostatek písemných pramenů nelze rozhodnout). První jméno bylo vlastně pojmenováním obyvatel vsi Snovidi a označovalo Snovidovy, Snovidovu rodinu. Druhé jméno bylo také pojmenováním obyvatel, jeho výchozí tvar Snovidici znamenal "Snovidovi lidé". Základem obou pojmenování bylo osobní jméno Snovid ("kdo vidí sny"), což byl buď (historicky neznámý) majitel vsi či jiný člověk, jemuž její obyvatelé podléhali, nebo její první osadník.

## Historie
První písemná zmínka o obci pochází z roku 1360, kdy prodala Markéta ze Snovídek a její syn Stanimír obce Snovídky a Lovčičky jisté Markétě z Wildenberka. Dalším majitelem je roku 1368 Pešek ze Zdětína, roku 1390 Hynek a Albert Vlk z Miličína a roku 1392 Jaroš z Cimburka.

## Obyvatelstvo

### Struktura
V obci k počátku roku 2016 žilo celkem 356  obyvatel. Z nich bylo 176 mužů a 180 žen. Průměrný věk obyvatel obce dosahoval 43,6 let. Dle Sčítání lidu, domů a bytů provedeném v roce 2011, kdy v obci žilo 348 lidí. Nejvíce z nich bylo (17 %) obyvatel ve věku od 30 do 39  let. Děti do 14 let věku tvořily 15,2 % obyvatel a senioři nad 70 let úhrnem 6,9 %. Z celkem 295 občanů obce starších 15 let mělo vzdělání 45,1 % střední vč. vyučení (bez maturity). Počet vysokoškoláků dosahoval 5,8% a bez vzdělání bylo naopak 1 % obyvatel. Z cenzu dále vyplývá, že ve městě žilo 169 ekonomicky aktivních občanů. Celkem 87 % z nich se řadilo mezi zaměstnané, z nichž 73,4 % patřilo mezi zaměstnance, 1,8 % k zaměstnavatelům a zbytek pracoval na vlastní účet. Oproti tomu celých 49,1 % občanů nebylo ekonomicky aktivní (to jsou například nepracující důchodci či žáci, studenti nebo učni) a zbytek svou ekonomickou aktivitu uvést nechtěl. Úhrnem 142 obyvatel obce (což je 40,8 %), se hlásilo k české národnosti. Dále 103 obyvatel bylo Moravanů a 4 Slováků. Celých 133 obyvatel obce však svou národnost neuvedlo.
Vývoj počtu obyvatel za celou obec i za jeho jednotlivé části uvádí tabulka níže, ve které se zobrazuje i příslušnost jednotlivých částí k obci či následné odtržení.
| Místní části   | Místní části  | 1869 | 1880 | 1890 | 1900 | 1910 | 1921 | 1930 | 1950 | 1961 | 1970 | 1980 | 1991 | 2001 | 2011 | 2021 |
| -------------- | ------------- | ---- | ---- | ---- | ---- | ---- | ---- | ---- | ---- | ---- | ---- | ---- | ---- | ---- | ---- | ---- |
| Počet obyvatel | část Snovídky | 332  | 400  | 452  | 485  | 517  | 567  | 572  | 473  | 510  | 469  | 451  | 378  | 348  | 348  | 317  |
| Počet domů     | část Snovídky | 68   | 78   | 85   | 88   | 97   | 105  | 131  | 147  | 140  | 142  | 134  | 149  | 156  | 161  | 164  |

## Obecní správa

### Obecní symboly
Znak a vlajka byly obci uděleny rozhodnutím předsedy Poslanecké sněmovny Parlamentu České republiky dne 12. prosince 2008.

## Pamětihodnosti
- Kaple Neposkvrněného početí Panny Marie – rekonstrukcí prošla červenci 2008 a v roce 2025

## Osobnosti
- Josef Hofer (1871–1947), učitel, katolický kněz, spisovatel, publicista

## Galerie

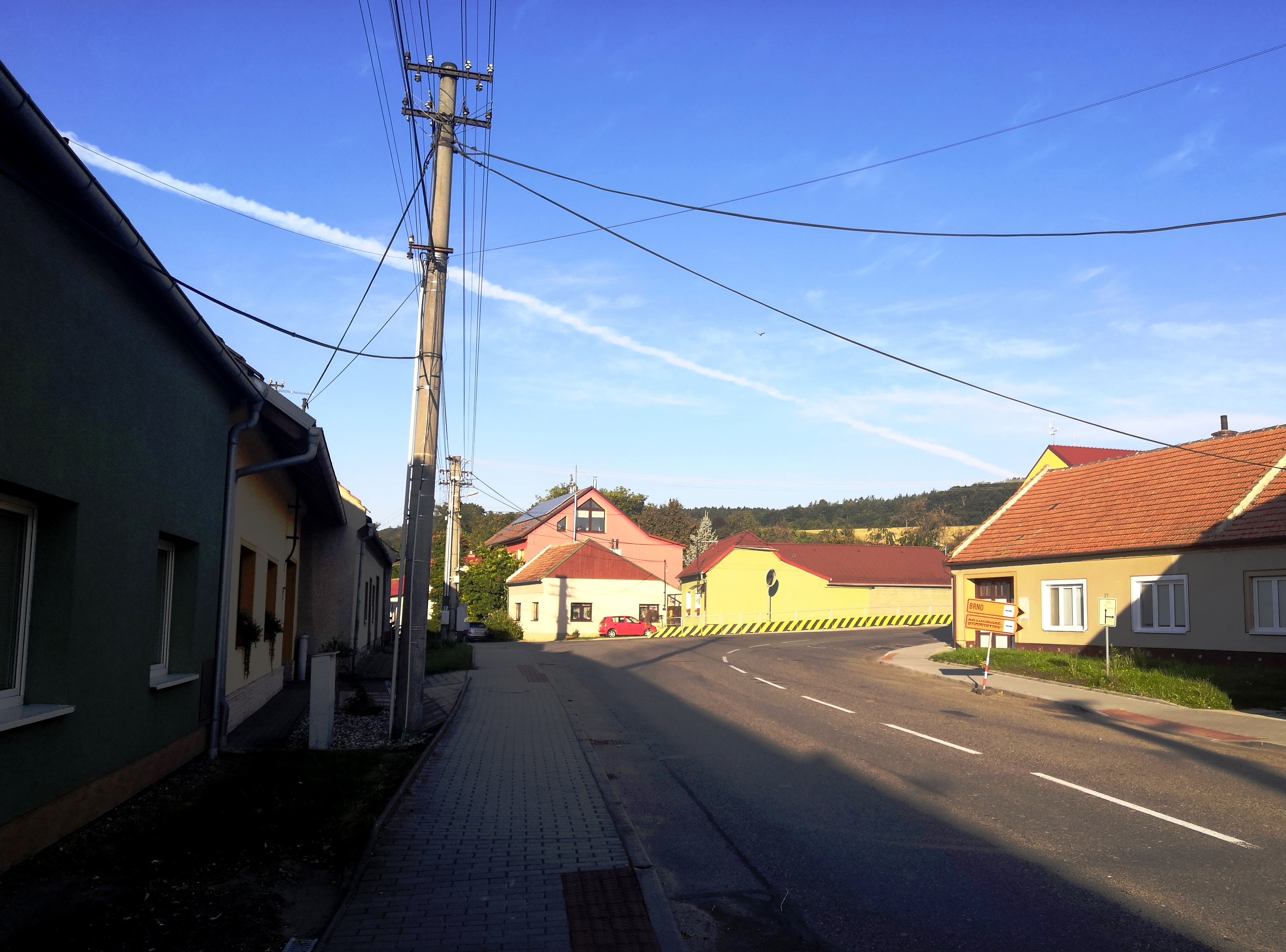
Střed vesnice
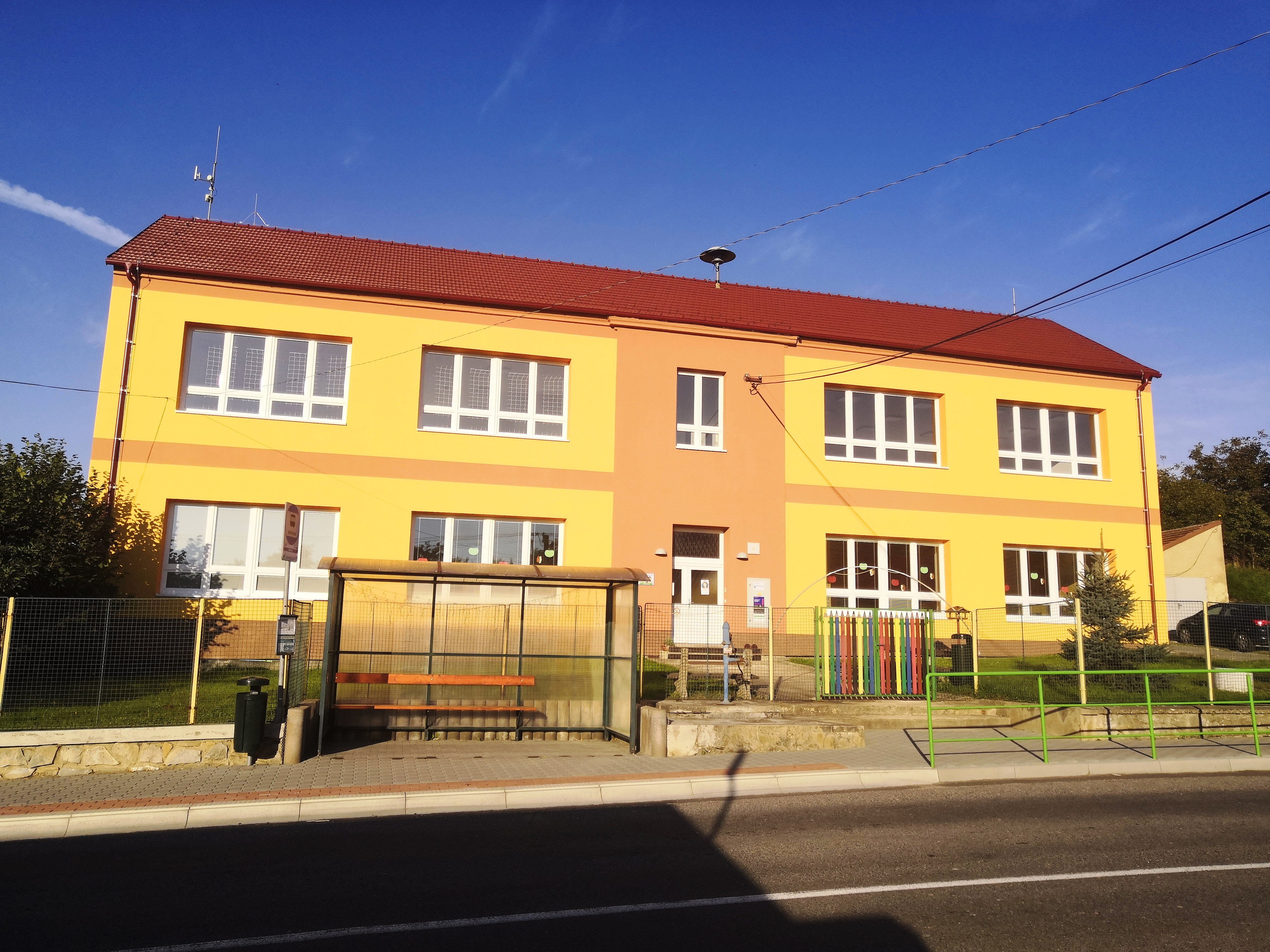
Mateřská škola
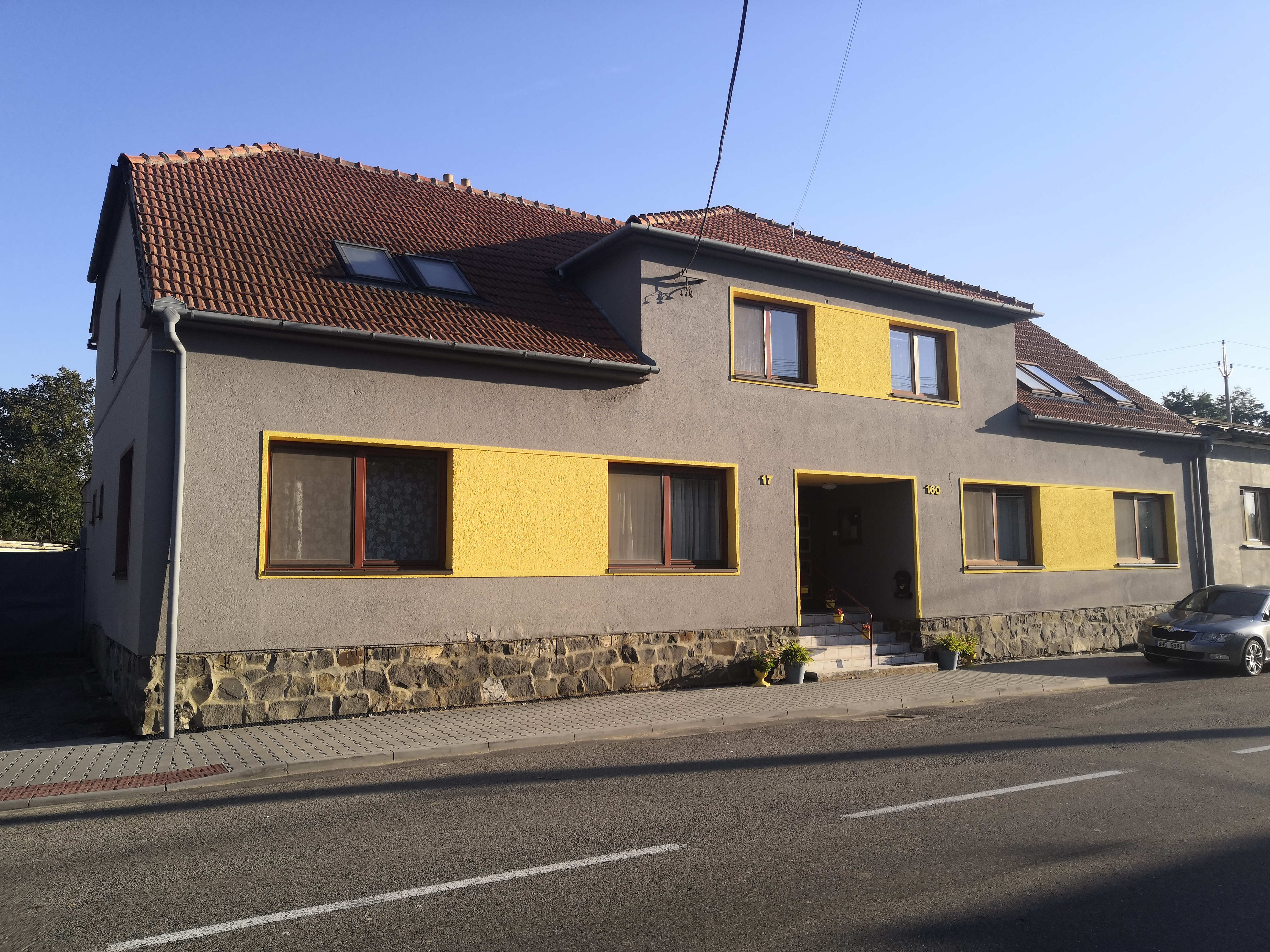
Dům č. p. 17
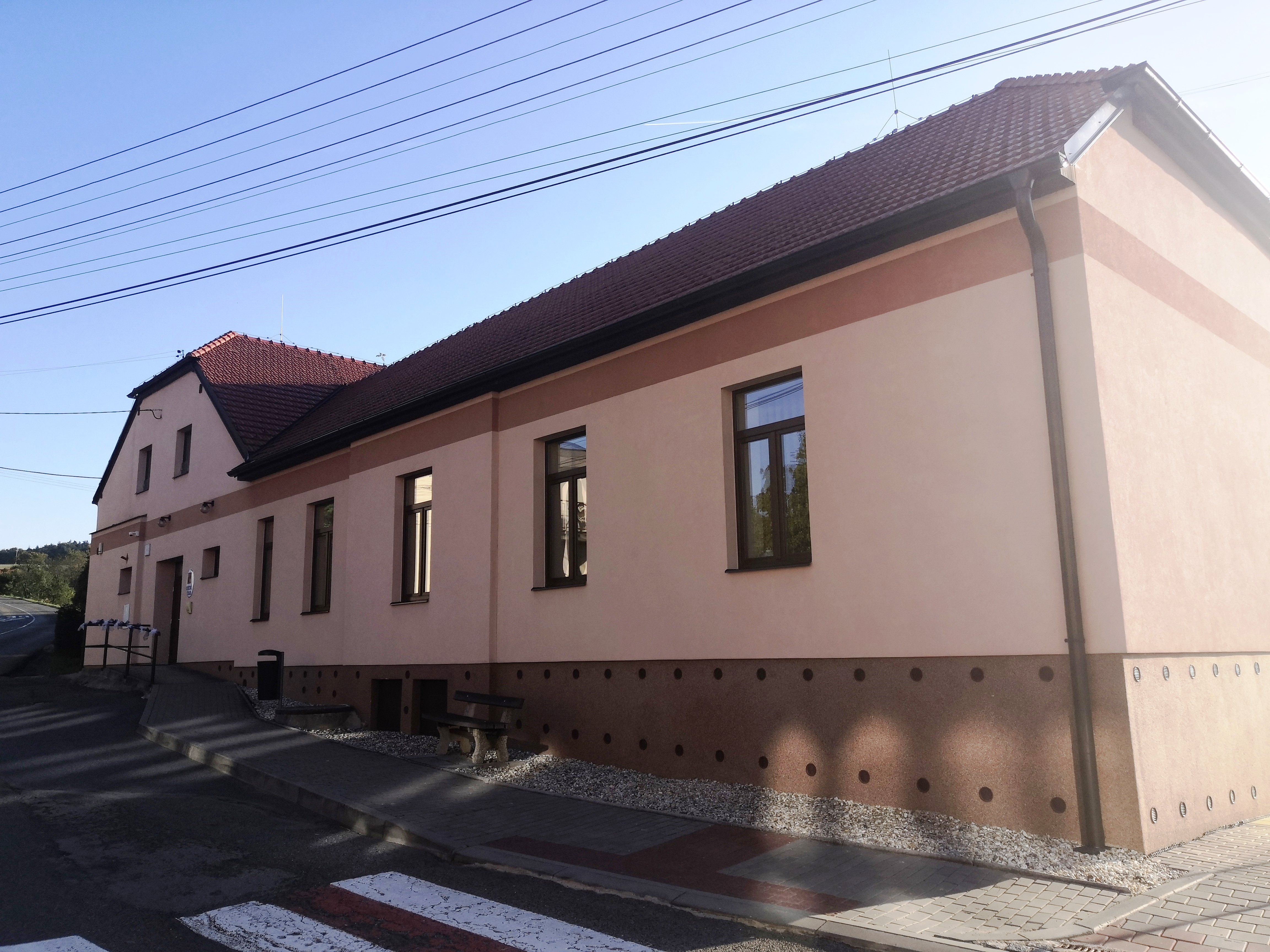
Obecní úřad